# فرانكو دل كامبو
فرانكو دل كامبو (بالإيطالية: Franco Del Campo)‏ هو صحفي إيطالي، ولد في 18 مارس 1949 في ترييستي في إيطاليا.

## وصلات خارجية
- فرانكو دل كامبو على موقع الاتحاد الدولي للسباحة (الإنجليزية)
- فرانكو دل كامبو على موقع اللجنة الأولمبية الدولية (الإنجليزية)
- فرانكو دل كامبو على موقع أوليمبيديا (الإنجليزية)